# José Lassalle
José Lassalle (Madrid, 1 de enero de 1874 - 9 de octubre de 1932) fue un director de orquesta y compositor español.

## Biografía
Según la revista La Ilustración Artística (en 1907), habría nacido en 1874 en Olerón.
Según el periódico El Día habría nacido en los Bajos Pirineos franceses.
Oloron-Sainte-Marie es una comuna del departamento de Pirineos Atlánticos.
Según el Censo-guía de archivos de España y de Iberoamérica habría nacido en Île d’Olerón (Francia).
Era hijo de padre francés y madre española.
Por parte de madre era sobrino de un organista valenciano.
Se licenció en Filología en la Universidad de Madrid, defendiendo su tesis a los 20 años.
Enseñó árabe durante un corto tiempo en Granada, y publicó como crítico musical en el periódico Heraldo de Madrid.
En 1899 fue columnista musical de la Revista Nueva, fundada por Luis Ruiz Contreras.
Luego vivió en Múnich (Alemania) para estudiar música en el Conservatorio de Múnich, donde tuvo como profesores a Ludwig Thuillet, Ermanno Wolf-Ferrari y Max Reger.
Estudió también con Gustav Mahler, de quien llegó a ser uno de sus más íntimos amigos.
En 1903, en Múnich (Alemania), debutó como director con la Orquesta Kaim, y luego dirigió su propia orquesta en Múnich.
El 25 de febrero de 1907 fundó la Filarmónica Barcelonesa, especializada en repertorio alemán.
En la década de 1910 trabajó mucho en el Imperio ruso.
En 1911 dirigió dos conciertos de la Sociedad Musical Imperial Rusa, uno de los cuales presentó la Fantasía escocesa para violín y orquesta (de Max Bruch) y la sinfonía En el bosque (de Joseph Joachim Raff). En el otro recital presentó el Concierto para violín y orquesta (de Ludwig van Beethoven) con Fritz Kreisler como violín solista, y la Primera sinfonía (de Gustav Mahler).
En general, se consideraba que Lassalle tenía una pasión particular por las obras de Gustav Mahler y de Anton Bruckner.
Se casó con la cantante rusa María Kuznetsova (1880-1966) y representó para ella en San Petersburgo (capital del Imperio ruso) las óperas Thaïs y Cleopatra, de Jules Massenet.
En 1918, a meses de la Revolución rusa de octubre, él y su esposa abandonaron Rusia (con Kuznetsová disfrazada de hombre) y se refugiaron en Suecia.
En 1920 viajaron a Cataluña. Lassalle trabajó nuevamente en Barcelona durante un tiempo y en 1920 fundó su propia orquesta en Madrid, esta vez dedicándose en gran medida a la nueva música española.
En 1923, el pianista español Leopold Querol debutó con la orquesta de Lassalle.
Con su orquesta sinfónica del Palacio de la Música de Madrid presentó en diciembre de 1928 la Primera sinfonía de Mahler en un concierto que tuvo gran éxito.[cita requerida]
A mediados de 1932, en Ceuta, sufrió un ACV (ataque cerebrovascular).
Vivió sus últimos días en el número 4 de la calle de Valenzuela de Madrid, donde el sábado 8 de octubre de 1932 sufrió un segundo ACV.
Falleció en su hogar el domingo 9 de octubre de 1932.
Fue tío del director de orquesta César de Mendoza Lassalle (1910-1999).